# Hermanos Rincón
Los Hermanos Rincón son un grupo de cantantes y compositores de música infantil, fundado en 1971. El grupo fue creado por los hermanos Gilda, César y Valentín Rincón, y bautizado por Rocío Sanz como los "Hermanos Rincón" en su programa radial El rincón de los niños transmitido en Radio UNAM en la década de los años 70 en México DF.
Buscando ofrecer experiencias auditivas y visuales ricas y variadas, han grabado más de 20 discos con sus canciones, rondas y juegos tradicionales de la lírica infantil mexicana. Un tanto al margen de los medios de comunicación masiva, se han ido dando a conocer y han logrado que sus canciones lleguen a muchos niños de México y de otras partes del mundo.  Han tenido experiencias diversas en teatro, radio, televisión y conciertos.
En 1994 fueron invitados por Casa de las Américas de La Habana, Cuba, para participar en el Primer Encuentro de la Canción Infantil Latinoamericana y del Caribe que se celebró en esa ciudad; de igual forma, en 1996 asistieron a Maracaibo, Venezuela y presentaron una muestra de su obra en el marco del Segundo Encuentro de la Canción Infantil Latinoamericana y del Caribe.  Formaron parte del Consejo Consultivo para la tercera edición del mencionado encuentro, que se efectuó en la Ciudad de México, en 1997, y participaron en el mismo como ponentes y presentando una muestra de su trabajo.  Asimismo han participado en las ediciones subsiguientes de tal encuentro: Córdoba, Argentina, 1999, y Bogotá, Colombia, 2001.
En 1980 Juan Pardo produjo el disco Cosas de niños en el que Víctor Manuel, Ana Belén, Miguel Bosé, Mocedades y Eva interpretan canciones de los Hermanos Rincón y de Cri Cri.  Entre las canciones de los Hermanos Rincón están: La vaquita de Martín, El Niño-Robot, El trenecito, El columpio y otras.
Posteriormente Ferrocarriles Nacionales Españoles utilizó la canción El trenecito como su rúbrica.
Cabe mencionar que por un corto tiempo estuvo también en el grupo un personaje llamado "Piloncillo" una especie de mimo payaso, este personaje era interpretado por Rafael Morales Serrano. 
Dentro de su discografía encontramos:
El rincón de los niños Vol. I
El rincón de los niños Vol. II
El rincón de los niños Vol. III
El rincón de los niños Vol. IV (álbum doble)
El rincón de los niños Vol. V
El rincón de los niños Vol. VI
El rincón de los niños Vol. VII
Lírica Infantil Mexicana Vol. I (con Óscar Chávez)
Lírica Infantil Mexicana Vol. II (con Óscar Chávez)
Lírica Infantil Mexicana Vol. III
Los Hermanos Rincón y la Vaquita de Martín
Los Hermanos Rincón y Don Pulpo
Los Hermanos Rincón y su Niño-Robot
Los Hermanos Rincón y la bola de niños
Los Hermanos Rincón y la víbora de la mar
Los Hermanos Rincón y la pájara pinta
Un maullido en la azotea (Trío Rincón)
Riqui Ran (Valentín Rincón y Pepe Frank)
Andrés Rincón y su Grupo, en vivo (Andrés Rincón)
Ensamble Rincón
Los Hermanos Rincón por todos los rincones
Humor y candor en la canción antigua mexicana
De Rusia a China pasando por la tienda de Jonás